# Актасти (Жанааркинський район)
Актасти́ (каз. Ақтасты) — село у складі Жанааркинського району Улитауської області Казахстану. Адміністративний центр та єдиний населений пункт Талдибулацького сільського округу.
Населення — 38 осіб (2021; 218 у 2009, 429 у 1999, 644 у 1989).
Національний склад станом на 1989 рік:
- казахи — 46 %.